# Fenghuanglu (köpinghuvudort i Kina, Jiangsu Sheng, lat 32,44, long 119,96)
Fenghuanglu (kinesiska: 凤凰路, 凤凰路街道) är en köpinghuvudort i Kina. Den ligger i provinsen Jiangsu, i den östra delen av landet, omkring 120 kilometer öster om provinshuvudstaden Nanjing. Antalet invånare är 39 444. Befolkningen består av 18 648 kvinnor och 20 796 män. Barn under 15 år utgör 12,0 %, vuxna 15-64 år 75 %, och äldre över 65 år 11,0 %.
Runt Fenghuanglu är det tätbefolkat, med 849 invånare per kvadratkilometer. Närmaste större samhälle är Taizhou, 7,2 km nordväst om Fenghuanglu. Trakten runt Fenghuanglu består till största delen av jordbruksmark.
Genomsnittlig årsnederbörd är 1 307 millimeter. Den regnigaste månaden är juli, med i genomsnitt 264 mm nederbörd, och den torraste är januari, med 34 mm nederbörd.